# Бесленей
Беслене́й (кабард.-черк. Беслъэней) — аул в Хабезском районе Карачаево-Черкесской Республики.
Образует муниципальное образование «Бесленеевское сельское поселение», как единственный населённый пункт в его составе.

## География
Аул расположен в западной части Хабезского района, на правом берегу реки Большой Зеленчук. Находится в 22 км к северо-западу от районного центра Хабез и в 25 км к западу от города Черкесск, на границе Карачаево-Черкесии и Краснодарского края.
Площадь территории сельского поселения составляет — 67,60 км².
Граничит с землями населённых пунктов: Вако-Жиле на северо-западе, Псаучье-Дахе на востоке, Инжичишхо на юге и с хутором Зеленчук Мостовой Краснодарского края на западе. На юго-востоке земли сельского поселения переходят в пастбищные луга.
Населённый пункт расположен в предгорной зоне республики. Рельеф местности представляет собой в основном сильно расчленённую холмистую равнину. Средние высоты на территории аула составляют 570 метров над уровнем моря. Наивысшей точкой является — гора Дугужиб (705 м.), расположенное к востоку от аула. К северу от аула расположена балка Коследжан.
Гидрографическая сеть в основном представлена рекой Большой Зеленчук. К северу от населённого пункта в него впадает правый приток Кан-Ца-Гутла. Имеются несколько искусственных водоёмов.
Климат влажный умеренный. Средняя годовая температура воздуха составляет около +9,5°С. Наиболее холодный месяц — январь (среднемесячная температура −1,5°С), а наиболее тёплый — июль (+20,5°С). Заморозки начинаются в начале декабря и заканчиваются в начале апреля. Среднее количество осадков в год составляет около 700 мм в год. Основная их часть приходится на период с апреля по июнь.

## Этимология
В 1920-е годы аул Тазартукай переименовывается в Бесленей. Жители настаивали на переименовании именно в Бесленей — по имени проживающих в ауле этнических бесленеевцев, тогда как власти усматривали другой смысл в новом названии, видя в нём имя одного из предводителей бесленеевцев в Кавказской войне — князя Беслана Канокова. В итоге после нескольких отказов желание жителей аула было удовлетворено.

## История
Аул Бесленей (ранее Тазартукай), на своём современном местоположении был основан в середине XIX века, в период окончания Кавказской войны.
До середины XIX века аул Тазартукай находился в верховьях реки Уруп. После завершения Кавказской войны, аул был переселён на отведённую царскими властями землю, недалеко от станицы Исправной. После этого аул был переселён к окраине станицы Невинномысской. Затем население аула был переселён на правый берег реки Большой Зеленчук, где окончательно и осело.
Нынешний Бесленей объединяет в себе три прежних бесленеевских аулов: Тарканей (нижняя часть аула), Тазартукай (серединная часть аула) и Богупсей (верхняя часть аула).
В 1929 году постановлением Президиума ВЦИК аул Тазартуковский был переименован в Бесленей.

## Аул в годы Великой Отечественной войны
В начале августа 1942 года через Черкесскую АО проходил путь, по которому везли вывезенных из блокадного Ленинграда детей, которые направлялись в Грузинскую ССР. У аула Бесленей остановился один такой обоз, в котором находилось 32 ребёнка. Об этом узнали жители аула, и детей решили разобрать и оставить в ауле, так как большинство из них было в тяжёлом состоянии от недоедания и дороги.
В хозяйственной колхозной книге в ту же ночь всех детей записали черкесами, изменив имена и фамилии, чтобы скрыть их от наступавших на Черкесскую АО немецко-фашистских войск.
В честь поступка бесленеевцев 7 мая 2010 года в центре аула был открыт мемориальный комплекс.
В январе 2013 года в Москве презентовали вторую часть исторической поэмы Николая Чистякова — «Память сердца. Ленинградские черкесы Бесленея», о подвиге жителей черкесского аула, спасших в годы Великой Отечественной войны 32 еврейских ребёнка, эвакуированных из блокадного Ленинграда.

## Население
| 2002  | 2010  | 2012  | 2013  | 2014  | 2015  | 2016  |
| ----- | ----- | ----- | ----- | ----- | ----- | ----- |
| 3175  | ↗3520 | ↗3537 | ↗3542 | ↘3517 | ↘3504 | ↘3496 |
| 2017  | 2018  | 2019  | 2020  | 2021  | 2023  | 2024  |
| ↗3508 | ↘3496 | ↗3510 | ↗3514 | ↗3576 | ↘3563 | ↘3561 |
| 2025  |       |       |       |       |       |       |
| ↘3528 |       |       |       |       |       |       |

Плотность — 52.19 чел./км².
Национальный состав
По данным Всероссийской переписи населения 2010 года:
| Народ   | Численность, чел. | Доля от всего населения, % |
| ------- | ----------------- | -------------------------- |
| черкесы | 3482              | 98,9 %                     |
| другие  | 38                | 1,1 %                      |
| всего   | 3520              | 100 %                      |

## Образование
- Средняя общеобразовательная школа № 1 — ул. Школьная, 1.
- Начальная школа Детский сад «Бесленей» — ул. им. З.Охтова, 21.
- Специализированная детско-юношеская спортивная школа — ул. Ленина, 63.

## Здравоохранение
- Участковая больница — ул. Гагарина, 2.

## Культура
- Дом культуры

Общественно-политические организации:
- Адыгэ Хасэ
- Совет ветеранов труда и войны

## Ислам

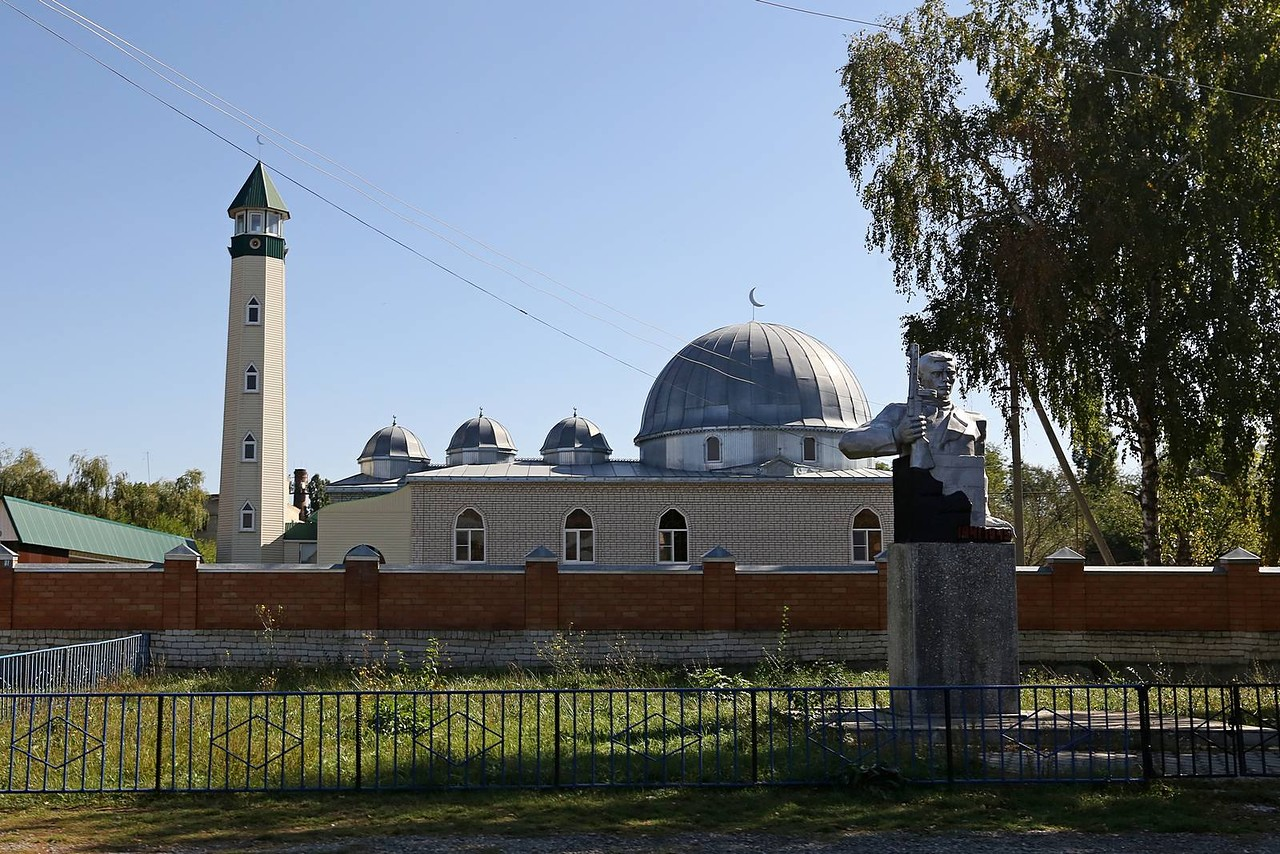
Мечеть аула

В ауле действуют две мечети.

## Памятники
- Мемориальный комплекс «Матери-черкешенке»
- Памятник неизвестному солдату
- Окрестности аула богаты адыгскими археологическими памятниками, в частности — курганными захоронениями. Одно из самых крупных находится в верховьях аула («Кхъузаныкхъэ»).

## Экономика
Основу экономики сельского поселения составляет сельское хозяйство. Развиваются растениеводство и животноводство. В пределах аула расположено предприятие — ОАО «Гидропневмонормаль».

## Улицы
| Больничная   |
| Гагарина     |
| Горная       |
| Горького     |
| Гутякулова   |
| Заводская    |
| Западная     |
| Кабардинская |
| Калмыкова    |
| Кирова       |

| Комсомольская  |
| Ленина         |
| Лермонтова     |
| М. Эскиндарова |
| Мира           |
| Набережная     |
| Охтова         |
| Партизанская   |
| Пионерская     |
| Победы         |

| Пушкина    |
| Северная   |
| Советская  |
| Союзная    |
| Хабекова   |
| Чапаева    |
| Черкесская |
| Школьная   |
| Южная      |